# 长沙文革时期群众组织列表
长沙文革历史上的的群众组织，可大概分为六个派别：“保守派”、“新保守派”、“湘派”、“工派”、“极左派”（“省无联”）、“炮打三红派”（“湘瓷派”）。

## 保守派
- 长保军：全名“红色政权保卫军长沙总部”，1966年8月17日正式成立。“红色政权保卫军”后来又成立了其“高校总指挥部”、“工人总部”。1967年1月15日，以《红旗》杂志编辑部名义发表于《红旗》的《无产阶级革命派联合起来》，指责“红色政权保卫军”是党内走资派组织的“御用团体”。此文一出，“长保军”顷刻瓦解。
- 八·一兵团：“中国人民解放军荣誉，复员、转业、退伍军人八·一兵团总部”，1966年11月14日成立。
- 红色怒火：1966年12月上旬正式成立，下设“红色怒火工人总部”“红色怒火贫下中农总部”和“红色怒火红卫兵总部”。负责人曾有根（区办工厂工人，武装民兵）、彭湘华（区办工厂普通干部，基干民兵）等。
- 高司：全名“长沙市高等院校红卫兵司令部”，1966年10月15日于长沙成立。1967年9月左右消散。主要负责人：詹先礼。原为造反派，后被造反派视为新的保守派。
- 省红联：“湖南省红色造反者联合筹备委员会”。1967年2月8日在省军区的支持下，由“高司”、“长沙地区公检法夺权委员会”等12个组织发起成立。1967年3月29日向中共中央上报了成立省革委会的“三结合”的名单，草拟了《夺权公告》。1967年7月27日中央表态支持造反派后，“省红联”被迫解散。
- 革造联：“湘潭市革命工人造反联合委员会”。负责人：兰云飞。

## 湘派
- 湘江风雷：毛泽东主义红卫兵湘江风雷挺进纵队。1966年10月14日成立。建制为四级：总司令部、战团、支队、队。
- 井冈山红卫兵：“湖南井冈山红卫兵革命造反总司令部”。1966年10月28日成立。主要负责人谢若冰、谢东子。
- 青年近卫军：“誓死保卫毛主席青年近卫军”。1966年11月24日成立。负责人：谭海清、易国其、熊玉林、王赐璋、王文辉、罗春辉、朱国良等。1968年1月24日，江青突然插话说：“还有什么青年近卫军，让它到苏联去吧！”此后不久，“青年近卫军”宣布解散。
- 孙大圣：“毛泽东主义红卫兵孙大圣挺进军”。1967年2月14日成立。
- 长沙工人：“长沙工人联合革命委员会”。1967年4月1日成立。负责人：周喜庆（铁路工人、党员）、李建军（工人、党员）、张楚梗（工人）、吴超人（工人）、范令龙（工人）、熊长庚（工人）、杨炳文（教师）。

## 工派
- 工联：长沙市革命造反派工人联合委员会。前身系“长沙市工交战线革命造反联络总站”，1967年4月15日成立。领导集团为五人核心小组，组长胡勇、副组长唐忠富。
- 市农联：毛泽东思想长沙市贫下中农革命造反联合委员会。1967年5月26日成立。
- 大专院校：长沙市大专院校红卫兵革命造反总司令部。
- 八·一九造反有理军：毛泽东思想红卫兵八·一九造反有理军。1966年8月29日成立。

## 极左派
- 省无联：湖南省会无产阶级革命派大联合委员会。1967年10月7日（“公告”成立日期是10月11日）成立。
- 湖南红旗军：“中国人民解放军荣誉、复员、转业、退伍军人红旗军”，1966年12月6日在省第二招待所成立。1968年2月被取缔。
- 红中会：红卫兵长沙市中等学校革命委员会。1967年3月19日在长沙文华剧院成立。
- 东方红总部：“毛泽东主义红卫兵东方红总部”。1966年9月7日在北京成立。
- 高校风雷：高等院校风雷挺进纵队。1967年4月上旬成立。

## 炮打三红派
- 永向东：中共湖南省委机关“永向东”革命造反战斗团。1967年4月25日成立。负责人：尚春仁（省监委处长）、毛华初（省档案局付局长）、阎继布、郭文军等。1968年7月底，被省革委会、军队方面与原“工联”组织人员构成的“工代会”联合摧垮。